# Dusona destructor
Dusona destructor là một loài tò vò trong họ Ichneumonidae.